# Эфрусси, Борис Самойлович
Борис Самойлович Эфрусси (также Борис Самуилович Эфруси, фр. Boris Ephrussi; 9 мая 1901, Москва, Российская империя — 2 мая 1979, Париж, Франция) — французский биолог, известный работами по генетике и культуре тканей.
Член Французской академии наук (1979), иностранный член Национальной академии наук США (1961)

## Биография
В Москве жил в обеспеченной еврейской купеческой семье. Его отец, выпускник Императорского Новороссийского университета, был химиком и членом Русского физико-химического общества. Родители (уроженцы Кишинёва) — Самуил Осипович (Шмил Иосифович) Эфрусси (1872—?) и Либа Менделевна Фукельман, из купеческих семей — заключили брак в 1897 году в Кишинёве и с 1900 года жили в Москве. У него были старшая сестра Зинаида (12 сентября 1899 — 1985) и младшая сестра Елена (Эстер, 1904—1991). Племянник экономиста и публициста Б. О. Эфруси, психолога П. О. Эфрусси, педиатра З. О. Мичник и историка Е. М. Эфруси. Впоследствии Самуил Эфрусси стал владельцем чугунолитейного завода и совладельцем торгового дома «Я. Мандельштам и Ш. Эфрусси»; семья жила на Спиридоньевской улице, дом 14.
По утверждению некоторых источников, посещал курсы Н. К. Кольцова в Московском народном университете. Нобелевский лауреат Андре Львов, однокурсник Эфрусси по Парижу, вспоминал, что после окончания школы тот год обучался изящным искусствам — Эфрусси имел талант художника.
Эмигрировал из России с родителями в 1919 году. В 1920—1922 годах обучался зоологии в Парижском университете, посещая лекции по сравнительной анатомии Ж. Прюво и проходя практику на морской биостанции в Роскофе.
После получения степени, занялся эмбриологией под руководством Э. Форе-Фремье (E. Fauré-Fremiet), и в 1932 году защитил докторскую.
Поворотным событием, определившим карьеру Б. Эфрусси в генетике развития, была поездка в Калифорнийский технологический институт, где двумя годами ранее Т. Х. Морган основал подразделение биологии. В Калтехе на Эфрусси оказал влияние А. Стёртевант, там же он познакомился с Дж. Бидлом.
Совместная работа по изучению наследственности эмбриолога Эфрусси с генетиком Бидлом оказалась очень плодотворной, она продолжилась и во Франции в 1935 году (в Институте физико-химической биологии), и снова в Калтехе (1936). Они изучали мутации, влияющие на цвет глаз дрозофилы. Трансплантированные в брюшную область личинки дикого типа, глазные ткани эмбриона развивались в дополнительный глаз, цвет которого определялся исходным эмбрионом, а не новым хозяином. Этот гениальный эксперимент доказал, что развитие клеток происходит в соответствии с генотипом, а не с окружающими тканями. Лишь 2 фенотипа (по цвету глаз) из 26 выделенных не проявляли этого эффекта: исходный эмбрион должен был иметь красные глаза, но приобретал коричневые, как у дикого типа. Дальнейшая работа по объяснению полученных результатов проводилась Дж. Бидлом и Э. Тейтемом, за что в 1958 году им была присуждена Нобелевская премия (Эфрусси был обижен тем, что его вклад не был признан достаточным для премии. Огромную заслугу Эфрусси признавал и Бидл).
В 1935 году Эфрусси, работая в Институте физико-химической биологии, становится замдиректора Лаборатории культуры тканей, а спустя два года получает статус директора исследований CNRS и руководителя Института генетики (Institut de Génétique du C.N.R.S).
Во время Второй мировой войны Б. Эфрусси работал в Университете Джонса Хопкинса, с 1944 участвовал в движении Сражающаяся Франция (занимаясь научной деятельностью в Лондоне), после войны вернулся во Францию.
Помимо исследований генетики развития дрозофилы, исследовал парамеции и дрожжи. Эти работы привели к открытию им внехромосомной наследственности, а затем и — другими учёными — митохондриальной ДНК. Сам Эфрусси шутил, что генетика бывает двух видов: ядерная и непонятная (англ. nuclear and unclear).
В 1946 году становится профессором генетики Парижского университета, руководя также Лабораторией физиологической генетики. Принял участие в организации нового Института генетики (ныне — Центр молекулярной генетики) в Жиф-сюр-Иветт.
Среди учеников Эфрусси — Пётр Слонимский и нобелевский лауреат Жак Моно.

## Семья
- Жена — Харриет Эфрусси-Тейлор (англ. Harriett Ephrussi Taylor) — также была генетиком, изучала трансформацию. 
  - Дочь — Анна Эфрусси (фр. Anne Ephrussi, при рождении фр. Anne Efrousi)[14], генетик, член Французской академии наук.
  - Сёстры — Зинаида Самойловна Эфрусси (1899—1985) и Елена Самойловна (Эстер Самуиловна) Эфрусси (1904—1991), музыкальный педагог-методист, преподаватель Московской средней специальной музыкальной школы имени Гнесиных в 1949—1991 годах, автор пособий по игре на фортепиано. Обе жили в Москве.
- Двоюродные сёстры — Анна Борисовна Закс, историк-музеевед; Сарра Борисовна Закс (1898—1981), филолог и педагог-методист; Зинаида Исааковна Красильщик, ректор Пермского университета. Двоюродный брат — инженер-изобретатель в области радиотехники и телевидения, мемуарист Яков Исаакович Эфрусси; Михаил Исаакович Красильщик (1892—1959), хирург, доктор медицинских наук, профессор кафедры госпитальной хирургии Кишинёвского медицинского института.

## Награды
- Золотая медаль Национального центра научных исследований, 1968
- Премия Ш.-Л. Майера[фр.], 1971
- Премия Розенстила, 1973[15]
- Премия Луизы Гросс Хорвиц, 1974[16]
- Премия Пауля Эрлиха и Людвига Дармштадтера[нем.], 1976